# Děkan
Děkan (latinsky decanus; řecky δεκανός, dekanos – obojí původním významem „hlava deseti“) je titul hodnostáře z univerzitního/vysokoškolského prostředí. Je odvozen z církevního titulu stejného jména.

## Popis
Na univerzity a vysoké školy univerzitního typu přišel titul z církevního prostředí (středověké univerzity původně byly svého druhu církevními institucemi); děkan je tu akademický funkcionář, který jedná a rozhoduje o věcech fakulty. V případě jiných součástí univerzitních vysokých škol, krom fakult, které jsou hierarchicky na úrovni fakult, obdobnou funkci zpravidla vykonává ředitel – např. vysokoškolského ústavu. Děkan je jmenován a odvoláván na návrh fakultního akademického senátu rektorem. Děkan většinou jmenuje a odvolává své zástupce – proděkany.
Děkana oslovujeme formálně pane děkane, při slavnostních událostech, akademických obřadech, mu též přísluší oslovení spectabilis („slovutný“). Pokud děkana zastupuje proděkan, tedy jeho zástupce, požívá při těchto událostech stejného oslovení.

### Postavení děkana v Česku
V ČR je děkan nejvyšším představitelem součásti vysoké školy – fakulty, a má exekutivní, výkonné, tedy rozhodovací, pravomoci. Děkan má zpravidla možnost si sestavit svůj určitý tým nejbližších spolupracovníků, zástupců – proděkanů, ti ho mohou v jím vymezených oblastech zastupovat (podobně jako rektor a jeho zástupci – prorektoři). Děkanovi je také podřízen tajemník fakulty (obdobně jako kvestor rektorovi, vykonává též i obdobnou činnost). Děkan je také zpravidla ex officio předsedou vědecké rady fakulty. Jeho přímým nadřízeným je rektor (příp. určený prorektor). Jeho úřad se nazývá děkanát.
Rektor může dle zákona odvolat děkana z vlastního podnětu, a to pouze po předchozím vyjádření akademického senátu fakulty a se souhlasem akademického senátu veřejné vysoké školy v případě, kdy děkan závažným způsobem neplní své povinnosti nebo závažným způsobem poškozuje zájem vysoké školy nebo fakulty. Funkční období děkana v ČR je čtyřleté a jedna osoba může tuto funkci vykonávat na téže fakultě nejvýše dvě po sobě bezprostředně jdoucí funkční období. V současné době v ČR již fakulty nejsou samostatné právnické osoby, ale jedná se o nedílné součásti celku (vysoké školy univerzitního typu), proto jakožto statutární zástupce nerozhoduje děkan, ale rektor (příp. jím pověřený prorektor).